# Trippkeite
La trippkeite è un minerale.